# (85185) Lederman
(85185) Lederman est un astéroïde de la ceinture principale aréocroiseur.

## Description
(85185) Lederman est un astéroïde aréocroiseur. Il présente une orbite caractérisée par un demi-grand axe de 2,18 UA, une excentricité de 0,29 et une inclinaison de 5,0° par rapport à l'écliptique.

## Compléments